# Pseudopoda houaphan
Pseudopoda houaphan là một loài nhện trong họ Sparassidae.
Loài này thuộc chi Pseudopoda. Pseudopoda houaphan được Peter Jäger miêu tả năm 2007.